# Like Vines
Like Vines är The Hush Sounds andra album som släpptes 6 juni 2006.

## Låtlista
1. "We Intertwined"
2. "A Dark Congregation"
3. "Sweet Tangerine"
4. "Lions Roar"
5. "Lighthouse"
6. "Don't Wake Me Up"
7. "Where We Went Wrong"
8. "Magnolia"
9. "Wine Red"
10. "Out Through The Curtain"
11. "You Are The Moon"